# Kennedy Simon (rugby à XV)
Pour les articles homonymes, voir Simon.
Pour sprinteuse américaine, voir Kennedy Simon.

a Compétitions nationales et continentales officielles uniquement.

b Matchs officiels uniquement.
Dernière mise à jour le 6 octobre 2024.
Kennedy Tukuafu, née Kennedy Simon le 1er octobre 1996 à Hamilton (Nouvelle-Zélande), est une joueuse internationale néo-zélandaise de rugby à XV évoluant aux postes de troisième ligne aile et de troisième ligne centre. Licenciée aux Hamilton Old Boys, elle a représenté la province de Waikato en Farah Palmer Cup et joue avec les Chiefs Manawa en Super Rugby Aupiki.

## Biographie
Kennedy Tukuafu naît le 1er octobre 1996 à Hamilton en Nouvelle-Zélande.
En 2019 à San Diego, elle joue son premier match avec les Black Ferns contre les États-Unis.
En 2020, elle est nommée joueuse de l'année en Farah Palmer Cup.
Elle joue le premier match de l'histoire des Chiefs Manawa en avril 2021, à l'Eden Park. La même année, elle remporte la Farah Palmer Cup contre Canterbury.
En 2022, elle joue pour la franchise des Chiefs Manawa avec qui elle remporte le Super Rugby Aupiki. Blessée, elle n'est pas appelée pour la Pacific Four Series. Elle compte dix sélections en équipe nationale quand elle est retenue en septembre pour disputer la Coupe du monde qui se joue pour elle à domicile. Arrivée blessée, elle ne joue son premier match qu'en quart de finale, contre le pays de Galles. Elle est co-capitaine de l'équipe avec Ruahei Demant.
Capitaine des Chiefs Manawa, son équipe s'incline en finale du Super Rugby Aupiki 2023. À l'automne, elle participe, toujours dans son pays, au WXV.
Pour la saison 2024 de Super Rugby Aupiki, elle est confirmée dans son rôle de capitaine des Chiefs Manawa. Au mois de juillet, la fédération néo-zélandaise lui propose un contrat de quatre ans, le plus long jamais signé par une Black Fern.
Elle est mariée avec Solomone Tukuafu, lui aussi joueur de Waikato et des Chiefs.

## Palmarès

### En province et franchise
- Vainqueur de la Farah Palmer Cup en 2021.
- Vainqueur du Super Rugby Aupiki en 2022.
- Finaliste du Super Rugby Aupiki en 2023 et 2024.

### En équipe nationale
- Vainqueur de la Coupe du monde en 2021.
- Vainqueur de la Pacific Four Series en 2023 et 2025.

### Distinctions individuelles
- Élue joueuse de l'année de la Farah Palmer Cup en 2020.
- Récipiendaire de l'Ordre du Mérite de Nouvelle-Zélande en 2023[14].